# آب‌انبار کندر ۱
آب‌انبار شماره یک کندر مربوط به دوره پهلوی اول است و در شهرستان خلیل‌آباد، بخش شش طراز، شهر کندر واقع شده و این اثر در تاریخ ۲۵ مرداد ۱۳۸۴ با شمارهٔ ثبت ۱۳۳۷۷ به‌عنوان یکی از آثار ملی ایران به ثبت رسیده است.